# Andrée Martinerie
Andrée Martinerie, née le 17 avril 1917 à Belley et morte le 1er décembre 1997 à Louveciennes, est une écrivaine française, lauréate du prix des libraires en 1961.

## Biographie
Agrégative de lettres classiques, Andrée Martinerie commence sa carrière en traduisant des auteurs importants, comme Fitzroy Maclean, Herman Wouk, Irwin Shaw, L.P. Hartley et le Finlandais Mika Waltari. Elle publie en 1961 un premier roman, Les Autres Jours, qui obtient le prix des libraires. Elle poursuit sa carrière de romancière jusqu'à la tragédie qui coûte la vie à deux de ses trois petits-enfants (1980). Le seul témoignage et l'album qu'elle publie après ce drame seront consacrés à ces derniers.
Andrée Martinerie est l'épouse d'André Bertrand, agrégé de droit, et la mère de Christine Chambaz-Bertrand, spécialiste de George Sand. Elle est également la mère de Geneviève Jurgensen.

## Œuvre
- 1961 : Les Autres Jours, éditions Gallimard – prix des libraires[2]
- 1964 : Le Rêve familier, éditions Grasset
- 1968 : L'Été d'une vie, éditions Grasset
- 1970 : Quand finira la nuit ?, éditions Grasset
- 1976 : Une fille de vingt ans, éditions Grasset
- 1980 : L'Espace d'un cri, éditions Grasset
- 1982 : Une passion de grand-mère, éditions Robert Laffont
- 1985 : Dis-moi, grand-mère (en collaboration avec Geneviève Jurgensen), éditions Robert Laffont  (ISBN 978-2-221-10335-7)